# Бубрежна вена
Бубрежна вена је парна вена великог калибра, која се налази у систему бубрежног крвотока. Она одводи крв из бубрега након бубрежне филтрације у доњу шупљу вену. Свака бубрежна вена формира се конвергенцијом међурежањских вена у једном од бубрега.

## Анатомија
Бубрези су у облику пасуља, са конкавним централним делом који се назива бубрежни хилус. Свака бубрежна вена се формира спајањем неколико мањих вена које дренирају различите делове бубрега и спајају се у бубрежном хилусу. Друге главне структуре у бубрежном хилусу су бубрежна артерија и бубрежна карлица (која сакупља и одводи мокраћу), а обе се налазе иза бубрежне вене.
Лева бубрежна вена је дужа од десне. Тече испред аорте и иза горње мезентеричне артерије  док се дренира у доњу шупљу вену.  Узлазна лумбална вена, лева надбубрежна вена и лева вена тестиса или вена јајника су мање вене које се типично уливају у леву бубрежну вену.
Варијације у анатомији бубрежне вене обично утичу на леву бубрежну вену, али не и на десну бубрежну вену. Иако је већина пацијената са овим анатомским варијацијама асимптоматска, важно је знати све о њима ако се планира операција бубрега.
Људи могу имати две леве бубрежне вене, од којих једна пролази испред аорте, док друга пролази иза аорте. Ова варијација, названа „циркмаортична лева бубрежна вена” може се јавити код до 8,7% популације. 
Људи такође могу имати једну леву бубрежну вену која пролази иза аорте (уместо на уобичајен начин, испред ње). Ова варијација, названа „ретроаортна лева бубрежна вена“ која се може јавити у до 2,1% популације.

## Функција
Кроз бубреге пролази велики проток крви, око 25% укупног излаза срца, и по томе спадају у најпрокрвљенији орган.  Крв се бубрегезима испоручује преко десне и леве бубрежне артерије. Функција бубрега је да:
- уклањањају отпадне материје из организма,
- балансирају телесну течност, обезбеђујући константан волумен и састав телесних течности.
- формирају мокраћу, преко које се излучује вишка штетних супстанци и воде.

Када се крв преради у бубрезима, она се враћа у срце преко бубрежних вена.

## Клинички значај
На бубрежне вене могу утицати следећа патолошка стања која ометају проток крви:

### Тромбоза бубрежне вене
Тромбоза бубрежне вене је ретко стање у коме се угрушак (или „тромб“) развија у бубрежној вени. Код одраслих, ово може бити узроковано стањима која повећавају склоност крви да се коагулише („стања хиперкоагулације“), као што је нефротски синдром.
Акутна тромбоза бубрежних вена може такође настати услед трауме. Код новорођенчади, тешка дехидрација може довести до тромбозе бубрежних вена.
Људи са тромбозом бубрежних вена могу или не морају имати симптоме. Симптоми су вероватнији ако се угрушак брзо развије и могу укључивати бол у слабини, хематурију (крв у мокраћи) или акутну бубрежну инсуфицијенцију. Тромбоза бубрежне вене која се споро развија можда неће изазвати никакве симптоме и може се случајно открити уз помоћ сликовних студија. Угрушци који се развијају у бубрежној вени могу се олабавити и отпутовати у плућа, у којима могу изазвати стање које се назива плућна емболија.
Рак бубрега понекад може захватити бубрежну вену, узрокујући посебну врсту тромба бубрежне вене који се назива „туморски тромб“. Током хируршког уклањања тумора бубрега, хирурзи морају да обаве и  уклањањање туморског тромба.

### Синдром орашчића
Синдром орашчића је поремећај узрокован компресијом леве бубрежне вене између аорте и горње мезентеричне артерије (ГМА). Подсетимо се да дужа лева бубрежна вена током свог тока  мора да прође испред аорте и иза ГМА пре него што стигне до доње шупље вене. Код неких пацијената, угао између ГМА и аорте постаје узак, компримујући леву бубрежну вену.
Синдром орашчића је нејасно дефинисано стање без сагласности о тачном узроку или дијагностичким критеријумима. Постоји повезаност са типовима танког тела, а сматра се да недостатак интраабдоминалне масти између ГМА и аорте може изазвати сужавање угла између крвних судова. Пацијенти са синдромом орашчића могу развити бол у боку, хематурију (крв у урину) или протеинурију (протеин у урину). Пошто се лева гонадна вена одводи у леву бубрежну вену, синдром орашчића може изазвати варикокелу скротума код мушкараца. Жене са синдромом орашчића могу развити синдром загушења карлице, који карактерише хронични бол у карлици.
Млади пацијенти са синдромом орашчића могу превладати своје симптоме, док пацијенти са тешким симптомима могу захтевати хируршко лечење.